# Sulpiride
Sulpiride, bán dưới tên biệt dược Dogmatil số những người khác, là một thuốc chống loạn thần không điển hình (mặc dù một số văn bản đã đề cập đến nó như là một thuốc chống loạn thần điển hình)  thuốc của lớp benzamit được sử dụng chủ yếu trong điều trị rối loạn tâm thần liên quan đến tâm thần phân liệt và rối loạn trầm cảm nặng, và đôi khi được sử dụng với liều lượng thấp để điều trị chứng lo âu và trầm cảm nhẹ. Sulpiride thường được sử dụng ở Châu Á, Trung Mỹ, Châu Âu, Nam Phi và Nam Mỹ. Levosulpiride là đồng phân levo tinh khiết của nó và được bán tại Ấn Độ với mục đích tương tự. Nó không được chấp thuận ở Hoa Kỳ, Canada hoặc Úc. Thuốc tương tự về mặt hóa học và lâm sàng với amisulpride.

## Sử dụng trong y tế
Sử dụng chính của Sulpiride trong y học là trong việc kiểm soát các triệu chứng của bệnh tâm thần phân liệt.  Nó đã được sử dụng như là một liệu pháp đơn trị liệu và bổ trợ (trong trường hợp kháng trị) trong bệnh tâm thần phân liệt. Nó cũng đã được sử dụng trong điều trị loạn trương lực cơ. Tăng cường với sulpiride cũng đã được thử nghiệm như một chiến lược để tăng tốc phản ứng chống trầm cảm ở những bệnh nhân bị rối loạn trầm cảm nặng. Cũng có bằng chứng về hiệu quả của nó trong điều trị rối loạn hoảng sợ. Sulpiride được chỉ định để điều trị chứng chóng mặt ở một số quốc gia.

## Chống chỉ định
Chống chỉ định
- Quá mẫn với sulpiride
- Ung thư vú có sẵn hoặc các khối u phụ thuộc prolactin khác
- Phaeochromocytoma
- Nhiễm độc với các thuốc hoạt động tập trung khác
- Sử dụng đồng thời levodopa
- Porphyria cấp tính
- Tình trạng hôn mê hoặc trầm cảm thần kinh trung ương
- Ức chế tủy xương

Cảnh báo
- Bệnh Parkinson có từ trước
- Bệnh nhân dưới 18 tuổi (không đủ dữ liệu lâm sàng)
- Bệnh tim nặng/nhịp tim chậm trước đó hoặc hạ kali máu (có xu hướng mắc hội chứng QT dài và rối loạn nhịp tim nặng)
- Bệnh nhân bị động kinh từ trước. Điều trị chống co giật nên được duy trì
- Sử dụng lithium - tăng nguy cơ tác dụng phụ về thần kinh của cả hai loại thuốc

### Mang thai và cho con bú
- Mang thai: Các nghiên cứu trên động vật không tiết lộ bất kỳ độc tính phôi hoặc thai nhi, cũng như không giới hạn kinh nghiệm của con người. Do dữ liệu của con người không đủ, phụ nữ mang thai chỉ nên điều trị bằng sulpiride nếu được chỉ định nghiêm ngặt. Ngoài ra, trẻ sơ sinh của phụ nữ được điều trị nên được theo dõi, bởi vì các trường hợp riêng biệt của tác dụng phụ ngoại tháp đã được báo cáo.
- Thời kỳ cho con bú: Sulpiride được tìm thấy trong sữa của phụ nữ cho con bú. Vì hậu quả không rõ ràng, phụ nữ không nên cho con bú trong khi điều trị.

## Tác dụng phụ
Sulpiride thường được dung nạp tốt, tạo ra ít tác dụng phụ. Tỷ lệ mắc bệnh của họ như sau:
Tác dụng phụ thường gặp (> 1%)

- Chóng mặt
- Đau đầu
- Tác dụng phụ ngoại tháp

- Rung động
- Chứng loạn trương lực
- Akathisia - một cảm giác bồn chồn bên trong khiến bản thân không thể đứng yên
- Parkinson
- Somnolence (không phải là một tác dụng phụ rất nổi bật khi xem xét việc thiếu ái lực của thụ thể acetylcholine α 1 adrenergic, histamine và muscarinic)
- Mất ngủ
- Tăng hoặc giảm cân
- Tăng prolactin máu (nồng độ hormone trong huyết tương tăng, prolactin có thể dẫn đến rối loạn chức năng tình dục, galactorrhea, vô kinh, gynecomastia, v.v.)
- Buồn nôn
- Nôn
- Nghẹt mũi
- Tác dụng phụ kháng cholinergic như:

- Khô miệng
- Táo bón
- Mờ mắt
- Tập trung kém

Tác dụng phụ hiếm gặp (<1%)

- Rối loạn vận động muộn - một rối loạn vận động hiếm gặp, thường xuyên, thường xuyên hơn không, là kết quả của việc điều trị kéo dài với các thuốc chống nhiễm trùng như thuốc chống loạn thần. Nó trình bày với phong trào chậm (do đó tardive), không tự nguyện, lặp đi lặp lại và vô mục đích mà thường nhất ảnh hưởng đến các cơ bắp trên khuôn mặt.
- Hội chứng ác tính thần kinh - một biến chứng hiếm gặp, đe dọa đến tính mạng do sử dụng thuốc chống trầm cảm. Tỷ lệ mắc của nó tăng lên khi sử dụng đồng thời muối lithium (thuốc)
- Chứng loạn sắc máu - những biến chứng hiếm gặp, đôi khi đe dọa đến tính mạng của việc sử dụng một số thuốc chống loạn thần khác nhau (đáng chú ý nhất là clozapine) liên quan đến sự bất thường trong thành phần của máu người (ví dụ như có quá ít tế bào bạch cầu trên một đơn vị máu). Những ví dụ bao gồm:

- Mất bạch cầu hạt - giảm đáng kể số lượng bạch cầu, khiến các cá nhân rộng mở với các bệnh nhiễm trùng cơ hội đe dọa tính mạng
- Giảm bạch cầu trung tính
- Giảm bạch cầu
- Tăng bạch cầu 
- Động kinh
- Xoắn đỉnh

Tác dụng phụ không xác định bao gồm

- Kéo dài khoảng QTc có thể dẫn đến rối loạn nhịp tim có thể gây tử vong.
- Vàng da Cholestatic [23]
- Men gan cao
- Xơ gan mật nguyên phát [24]
- Phản ứng dị ứng
- Nhạy cảm - nhạy cảm với ánh sáng
- Viêm da
- Phiền muộn
- Catatonia
- Đánh trống ngực
- Kích động
- Đổ mồ hôi - đổ mồ hôi mà không có yếu tố kết tủa (ví dụ nhiệt độ môi trường tăng)
- Hạ huyết áp - huyết áp thấp
- Tăng huyết áp - huyết áp cao
- Huyết khối tĩnh mạch (có lẽ hiếm)

## Quá liều
Sulpiride có độc tính cấp tính tương đối thấp. Số lượng đáng kể có thể gây ra khủng hoảng dystonic nghiêm trọng nhưng có thể đảo ngược với torticollis, lồi lưỡi và/hoặc trismus. Trong một số trường hợp, tất cả các triệu chứng cổ điển điển hình của bệnh Parkinson nặng có thể được ghi nhận; ở những người khác, quá liều/hôn mê có thể xảy ra. Việc điều trị phần lớn là triệu chứng. Một số hoặc tất cả các phản ứng ngoại tháp có thể đáp ứng với việc áp dụng các thuốc chống cholinergic như biperiden hoặc benzatropine. Tất cả bệnh nhân cần được theo dõi chặt chẽ các dấu hiệu của hội chứng QT dài và rối loạn nhịp tim nặng.

## Dược lý

### Dược lực học
| Receptor                                      | Ái lực (K i, nM) |
| --------------------------------------------- | ---------------- |
| 5-HT <sub id="mw-g">1A</sub>                  | > 10.000         |
| D <sub id="mw_w">1</sub>                      | > 10.000         |
| D <sub id="mwAQQ">2</sub>                     | 9,8              |
| D <sub id="mwAQk">3</sub>                     | 8,05             |
| D 4                                           | 54               |
| V <sub id="mwARM">3</sub>                     | > 10.000         |
| Giá trị ái lực là hướng tới thụ thể nhân bản. |                  |

Sulpiride là một chất đối kháng chọn lọc ở các thụ thể dopamine D2, D3 và 5-HT1A. Sự đối kháng ở 5-HT1A chiếm ưu thế ở liều vượt quá 600   mg mỗi ngày. Ở liều 600 đến 1.600   mg sulpiride cho thấy hoạt động an thần và chống loạn thần nhẹ. Hiệu lực chống loạn thần của nó so với chlorpromazine chỉ là 0,2 (1/5). Ở liều thấp (đặc biệt là 50 đến 200   mg mỗi ngày) đặc điểm nổi bật của nó là sự đối kháng của các thụ thể dopamine và serotonin ức chế tiền sinh chiếm một số hoạt động không chống trầm cảm và tác dụng kích thích. Ngoài ra, nó làm giảm bớt chứng chóng mặt.
Các thuốc an thần kinh benzamide (bao gồm sulpiride, amisulpride và sultopride) đã được chứng minh là kích hoạt thụ thể gamma-hydroxybutyrate nội sinh ở vivo ở nồng độ trị liệu. Sulpiride đã được tìm thấy trong một nghiên cứu trên chuột để điều hòa các thụ thể GHB. GHB có đặc tính an thần kinh và người ta tin rằng liên kết với thụ thể này có thể đóng góp vào tác dụng của các thuốc an thần kinh này.
Sulpiride, cùng với clozapine, đã được tìm thấy để kích hoạt quá trình khử DNA trong não.

## Hóa học

### Tổng hợp

Tổng hợp Sulpiride: EL Engelhardt, Ch.S. Miller, (1965) EL Engelhardt, Ch.S. Miller, (1965) EL Engelhardt, ML Thominet, (1969) G. Bulteau, J. Acher, (1978) F. Mauri, (1979).

Sulpiride có thể được tổng hợp từ axit salicylic 5-aminosulfo. Methyl hóa điều này với dimethylsulfat tạo ra axit 2-methoxy-5-aminosulfonylbenzoic, được chuyển thành amide sử dụng 2-aminomethyl-1-ethylpyrrolidine làm thành phần amin và carbonyldiimidazole (CDI).

## Lịch sử
Sulpiride được phát hiện là kết quả của một chương trình nghiên cứu của Justin-Besançon và C. Laville tại Phòng thí nghiệm Delagrange, người đang làm việc để cải thiện các đặc tính chống rối loạn nhịp tim của Procainamide; chương trình đã dẫn đầu tiên đến metoclopramide và sau đó là sulpiride. Labourires Delagrange được Synthelabo mua lại vào năm 1991  mà cuối cùng trở thành một phần của Sanofi.

## Xã hội và văn hoá

### Tên biệt dược
Sulpiride được bán trên thị trường dưới tên biệt dược Dogmatil (DE, HK, SG, PH), Dolmatil (IE, UK), Eglonyl (RU, ZA), Espiride (ZA), Modal (IL), Prometar (UY), và Sulpor (Anh), cùng với những tên khác.

## Nghiên cứu
Sulpiride đã được nghiên cứu để sử dụng như một biện pháp tránh thai nội tiết tố ở những phụ nữ sử dụng các biện pháp tránh thai đường uống thông thường và chống lại các biện pháp tránh thai chỉ có proestogen. Các tác dụng tránh thai của sulpiride là do tác dụng giải phóng prolactin và antigonadotropic của nó và tăng prolactin máu - tình trạng vô kinh mà nó gây ra.